# Leander Russ

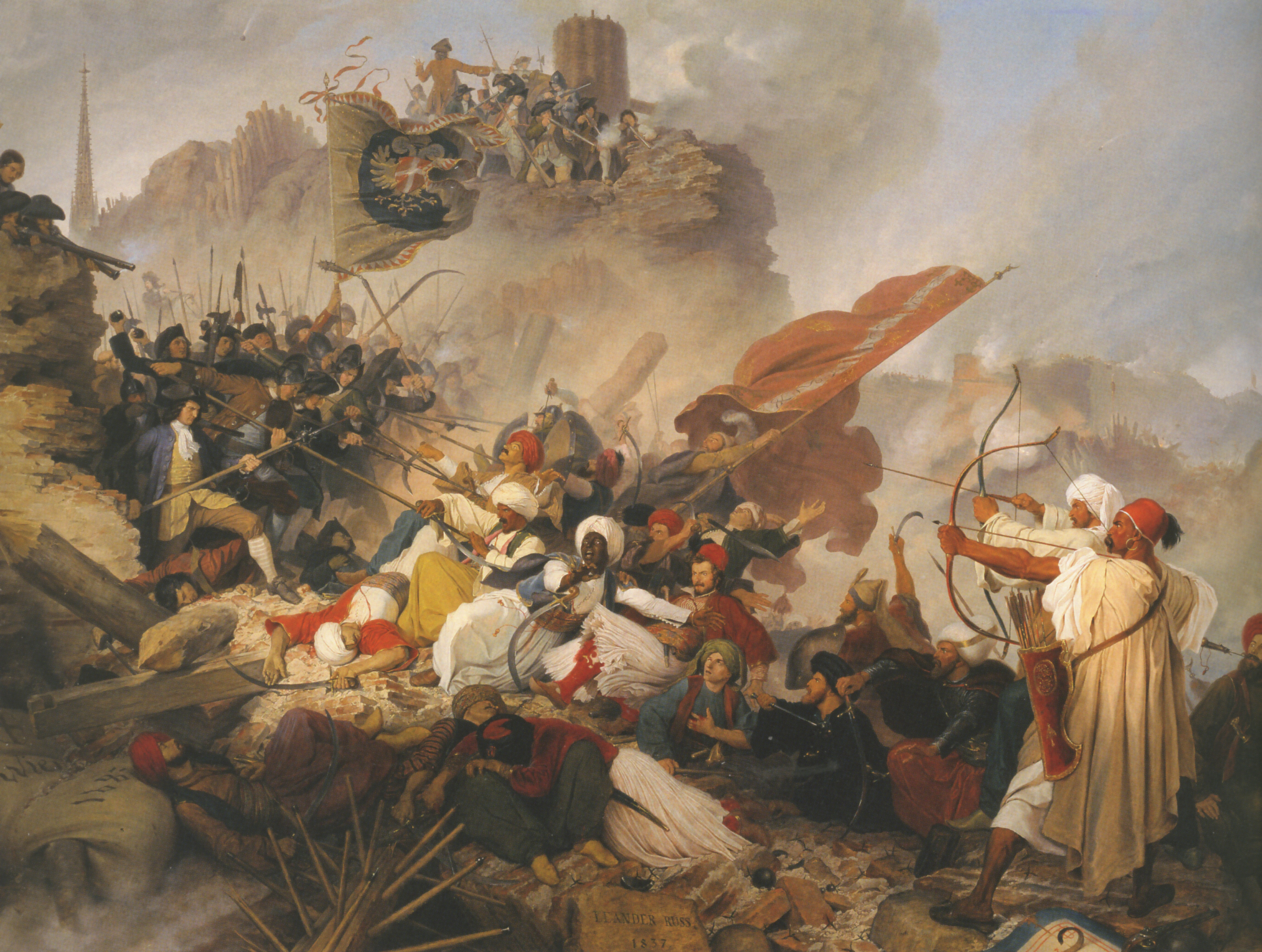
Leander Russ, Sturm der Türken auf die Löwelbastei 1683 (Wien, Österreichische Galerie), 1837

Leander Russ (* 25. November 1809 in Wien; † 8. März 1864 in Rustendorf bei Wien) war ein österreichischer Maler.

## Leben
Leander Russ wurde in der Wiener Vorstadt Mariahilf Nr. 21 (heute Amerlingstraße 10) als Sohn des Malers Karl Russ geboren. Seine ältere Schwester war die Malerin Clementine Russ (1807–1869). Nach erstem Unterricht durch seinen Vater studierte Russ 1823–1828 an der Wiener Akademie der bildenden Künste unter Karl Gsellhofer und Josef Redl d. J.

1828 erhielt er den Gundel-Preis und nahm in unregelmäßigen Abständen ab diesem Jahr an den Jahresausstellungen der Akademie teil. Nach Reisen nach München und Rom begleitete er 1833 den Orientalisten Anton Graf Prokesch-Osten auf einer Orientreise, die seine weitere künstlerische Entwicklung stark beeinflusste. Ab 1841 schuf er für Kaiser Ferdinand I. Guckkastenbilder. 1848 wurde Russ Mitglied der Wiener Akademie. 
In den Nachschlagewerken wird der Sterbeort unterschiedlich angegeben: entweder die Wiener Vorstadt Rustendorf Nr. 48 (heute Dadlergasse 7) oder (irrig) Kaltenleutgeben bei Wien. Russ wurde auf dem Schmelzer Friedhof in Wien bestattet und 1910 in einen Gruppenschacht exhumiert. 1927 wurde der Rußweg in Wien-Hietzing nach ihm und seinem Vater benannt.
Leander Russ war ein Maler des Wiener Vormärz und schuf vor allem Porträts, Genre- und Historienbilder. Seine bevorzugte Technik war das Aquarell. Sehr beliebt waren seine Guckkastenbilder, die Darstellungen aus dem Volksleben Wiens der damaligen Zeit, aber auch Bilder aus dem Orient, darstellten.

## Werke
- 1836 Leopold VII. von Babenberg und die Wiener Bürger (Wien, Österreichische Galerie Belvedere), 1836, Öl auf Leinwand
- 1837 Sturm der Türken auf die Löwelbastei (Wien, Österreichische Galerie Belvedere), 1837, Öl auf Leinwand, 203,5 × 283,5 cm
- 1840 Erstürmung der Festung St. Jean d’Acra durch k.k. Marineinfanteristen unter dem Befehl des Erzherzogs Friedrich am 4. November 1840 (Wien, Heeresgeschichtliches Museum), 1840, Gouache auf Papier
- 1842 Hochaltarbild hl. Margarethe in der Pfarrkirche Krumau am Kamp
- 1847 Die österreichische Südbahn von Wien nach Baden, Wien Museum
- Veduten von Wien (Guckkastenbilder)
- Ansichten aus dem Orient (Guckkastenbilder)
- Ereignisse aus dem Leben des Kaisers (Guckkastenbilder)